# WannaCry

Landen in eerste instantie geïnfecteerd met het ransomware

WannaCry (soms ook WannaCrypt, WanaCrypt0r 2.0 of Wanna Decryptor genoemd) is een ransomware ontwikkeld voor het Microsoft Windows besturingssysteem. Op vrijdagmiddag 12 mei 2017 heeft een uitbraak van dit ransomware plaatsgevonden en het besmette daarbij meer dan 230.000 computers in 150 landen. De aanval is door Europol beschreven als ongekend in omvang.
Het ransomware heeft onder andere computersystemen van het Spaanse telecommunicatiebedrijf Telefónica geïnfecteerd, evenals delen van de Britse National Health Service, FedEx, Deutsche Bahn en LATAM Airlines.
Net als bij vorige ransomware werd het virus in eerste instantie verspreid via phishing-e-mails. Ook maakt het virus gebruik van de EternalBlue exploit, ontdekt door de Amerikaanse National Security Agency. Op 14 maart 2017 bracht Microsoft een patch uit om het onderliggende beveiligingslek te dichten.
Oudere, niet ondersteunde, besturingssystemen liepen in eerste instantie risico, maar Microsoft heeft de ongewone beslissing genomen om voor deze besturingssystemen toch een beveiligingspatch uit te geven.
Kort nadat de aanval begon ontdekte een beveiligingsonderzoeker, bekend onder zijn Twitter-naam 'MalwareTech', een zogenaamde kill-switch die de verspreiding van het ransomware vertraagde. Korte tijd hierna is echter een nieuwe versie van het ransomware ontdekt zonder deze kill-switch.

## Cyberaanval
Op vrijdagmiddag 12 mei 2017 heeft een uitbraak van het ransomware plaatsgevonden. Twee maanden voor de uitbraak werd door Microsoft een patch uitgebracht die een beveiligingslek in het Server Message Block-protocol gebruikt door Windows dichtte. Organisaties die deze patch niet hadden liepen dus een risico. Hoewel organisaties die gebruik maakten van oudere versies van Windows in eerste instantie een risico liepen, heeft Microsoft ervoor gekozen deze besturingssystemen toch van een beveiligingspatch te voorzien.
Volgens Europol is het aantal slachtoffers van de WannaCry-cyberaanval opgelopen tot 200.000 in ten minste 150 landen.
WannaCry is een zogenaamd ransomware of gijzelsoftware en versleutelt bestanden op een computer. Vervolgens wordt er voor 300 tot 600 dollar losgeld gevraagd om de versleuteling op te heffen. Het losgeld wordt in bitcoins opgeëist, zodat witwassen van de opbrengsten makkelijker is. Onder getroffen instanties vallen onder andere Renault, Deutsche Bahn, Hitachi, FedEx en de Britse National Health Service.

## Oorsprong van het virus
In een opiniestuk in december 2017 in The Wall Street Journal beweerde Tom Bossert, Trumps veiligheidsadviseur, dat Noord-Korea achter de cyberaanval zat.